# Krnča
Krnča és un poble i municipi d'Eslovàquia que es troba a la regió de Nitra, al sud-oest del país. El 2011 tenia 1.339 habitants.

## Història
La primera menció escrita de la vila es remunta al 1183.

## Demografia
| Godina             | 1994 | 2004   | 2014   | 2024   |
| ------------------ | ---- | ------ | ------ | ------ |
| Nombre de persones | 1275 | 1299   | 1333   | 1379   |
| Diferència         |      | +1,88% | +2,61% | +3,45% |

| Godina             | 2023 | 2024   |
| ------------------ | ---- | ------ |
| Nombre de persones | 1373 | 1379   |
| Diferència         |      | +0,43% |